# Airampoa tilcarensis
Airampoa tilcarensis es una especie de planta suculenta perteneciente al género Airampoa, dentro de la familia Cactaceae. Es endémica del noroeste de Argentina y anteriormente se le conocía como Tunilla tilcarensis.

## Descripción

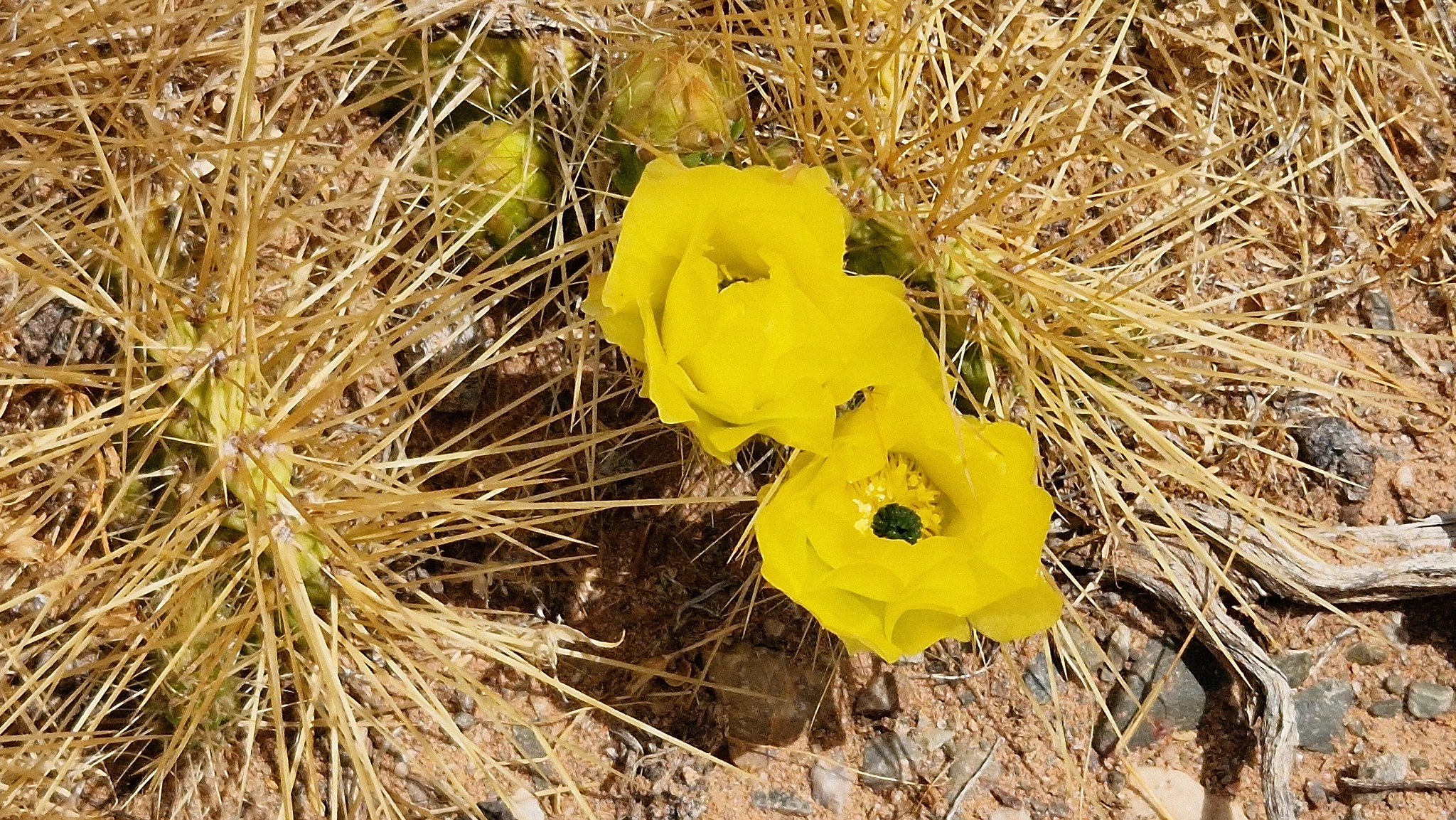
Planta en floración

Airampoa tilcarensis es una especie de cactus de pequeño porte, compacto y con forma de cojín. Sus tallos tienen forma cilíndrica, de color verde intenso.
Presenta espinas extremadamente largas, rectas y con forma de aguja. Son de color marrón zorro y miden de 6 a 13 cm de longitud.
Las flores son de color amarillo brillante, aunque hay variedades con las flores de color salmón.

## Distribución y hábitat
El área de distribución nativa de esta especie es Argentina (concretamente en la provincia de Jujuy) y crece principalmente en biomas desérticos o de matorrales secos.

## Taxonomía
La primera descripción de esta especie fue como Opuntia tilcarensis , publicada en 1936 por el botánico alemán Curt Backeberg en el libro Kaktus-ABC: 411.
Más tarde, el botánico ruso Aleksandr Doveld trasladó la especie al género Airampoa, por lo que pasó a llamarse Airampoa tilcarensis. Registró estos cambios en la revista científica Turczaninowia 5: 30, publicada en 2002.
Etimología
- Airampoa: nombre genérico que deriva de la palabra quechua ayrampu, que es como se conoce a los individuos de esta especie en la región.[4]
- tilcarensis: epíteto geográfico que hace referencia al departamento argentino de Tilcara, lugar donde se descubrió la especie.[5]

## Estado de conservación
En la Lista Roja de Especies Amenazadas de la UICN, la especie está clasificada como de “Preocupación Menor (LC)”.

## Usos

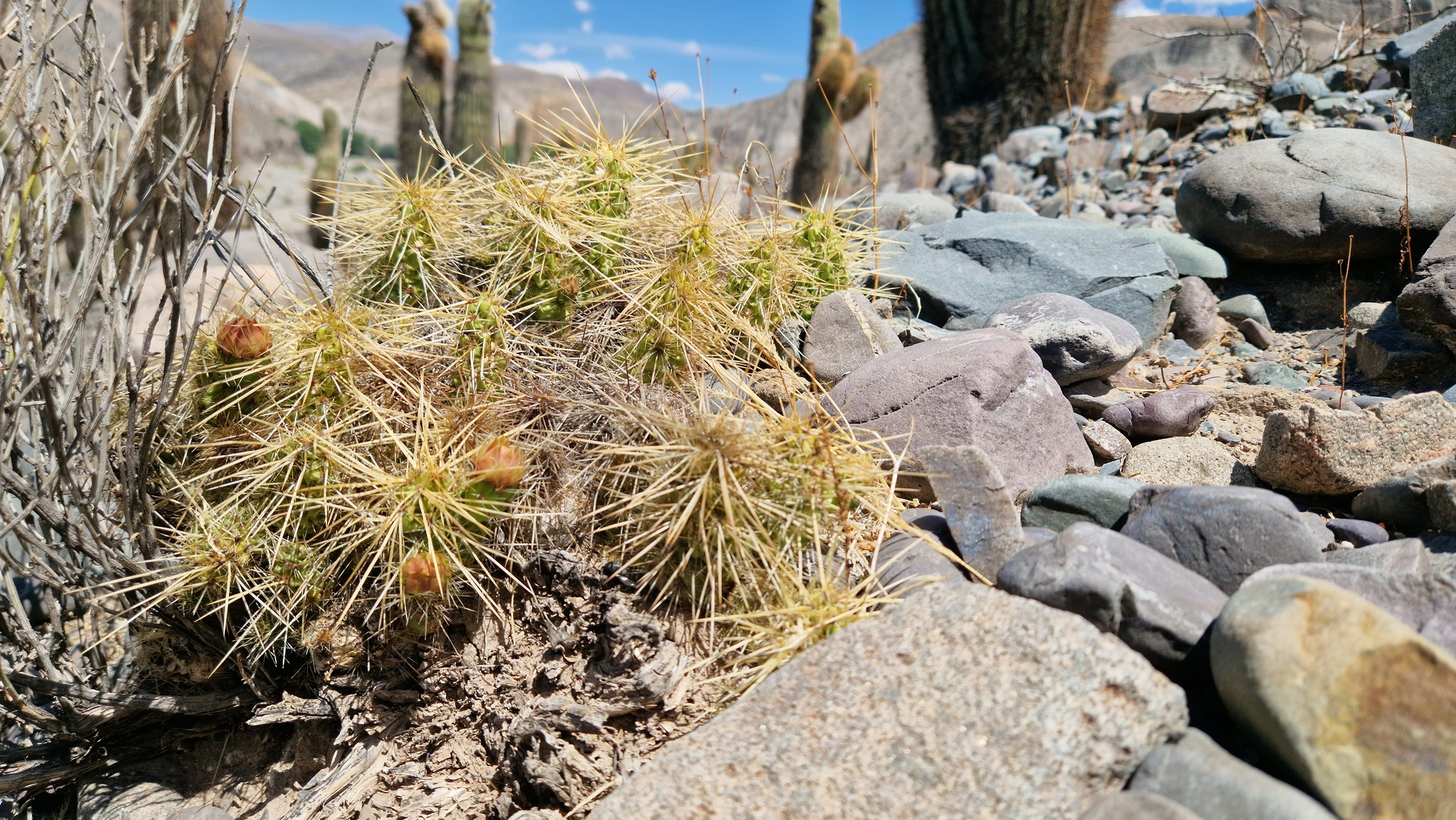
Planta en su hábitat

Airampoa tilcarensis se cultiva como planta ornamental por su bajo mantenimiento y su resistencia a condiciones adversas. Se adapta bien como cubresuelos en jardines secos y funciona en xerojardinería. Muestra un crecimiento relativamente rápido y forma montículos bajos en pocos años cuando recibe riego abundante. Tolera la sequía y se naturaliza con facilidad en climas secos.
Crece en suelos arenosos, pedregosos o arcillosos, siempre que el drenaje sea adecuado. Acepta suelos ácidos, neutros o alcalinos, aunque prefiere un pH entre 6 y 7,5. En exteriores necesita poco riego una vez establecida. En invernadero, requiere riego desde marzo hasta octubre y un periodo seco durante el invierno. Tolera bien el calor y resiste heladas de hasta −15 °C, si el suelo drena correctamente.
Para un desarrollo óptimo, conviene ubicarla a pleno sol. En sombra parcial reduce la floración. Durante la floración, responde bien a fertilizantes con alto contenido en potasio y fósforo, y bajo en nitrógeno. No presenta plagas ni enfermedades importantes, aunque puede sufrir ataques de cochinillas. Se propaga por esquejes de hoja durante la temporada de crecimiento. Es necesario dejar que el corte cicatrice antes de plantarlo en un sustrato con buen drenaje.

## Galería

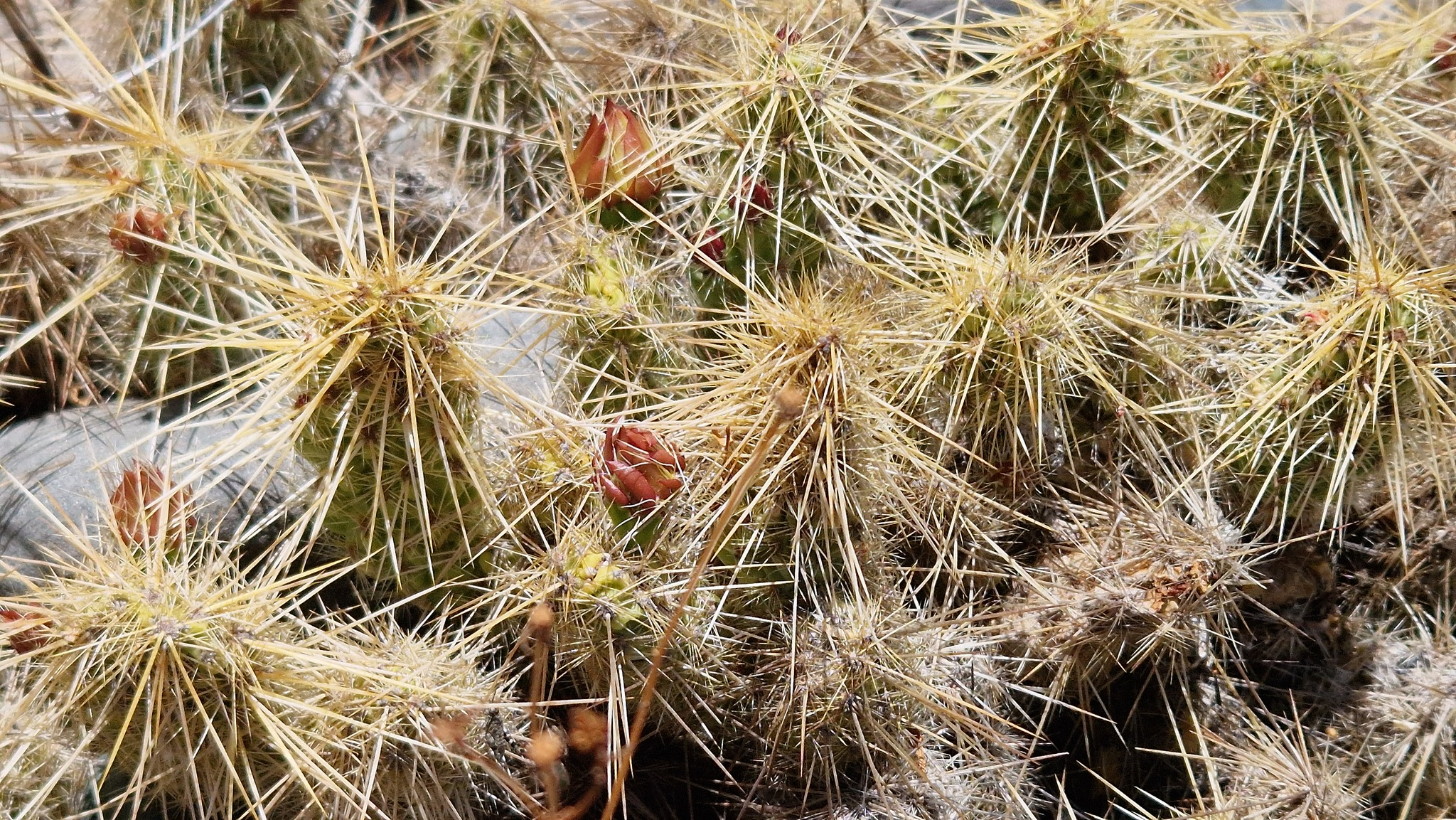
Detalle de los tallos
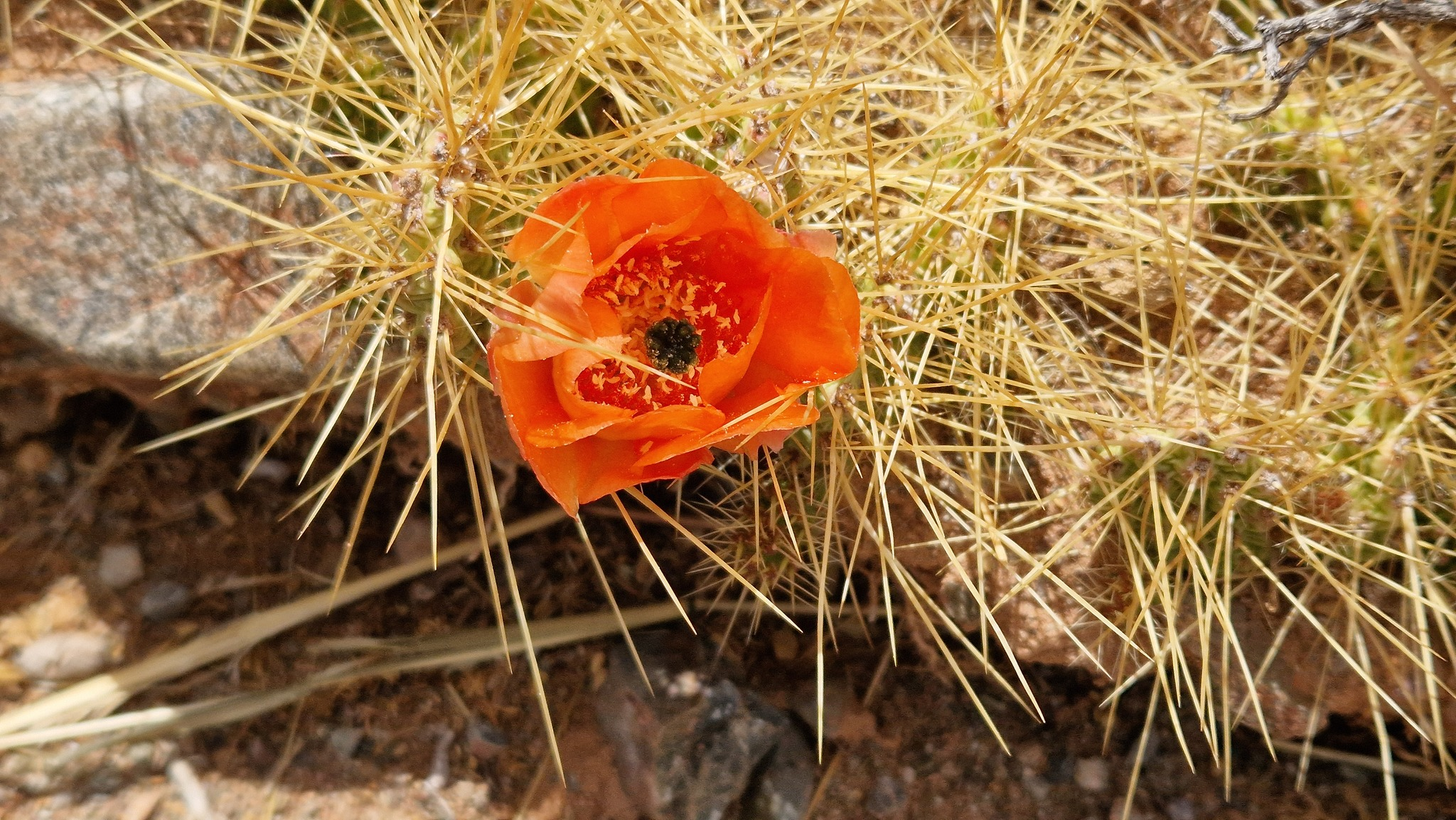
Detalle de la flor
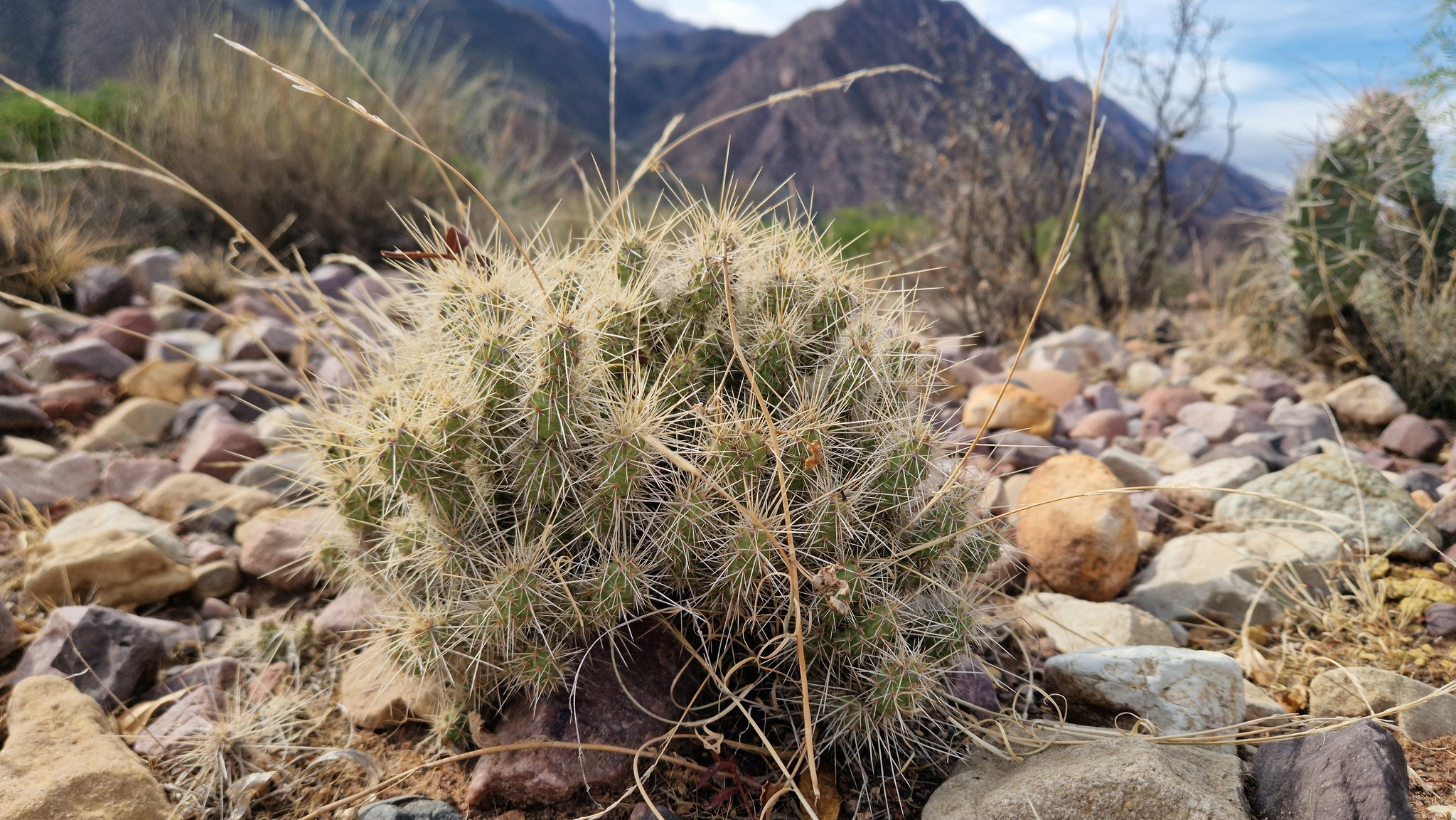
Porte de la planta
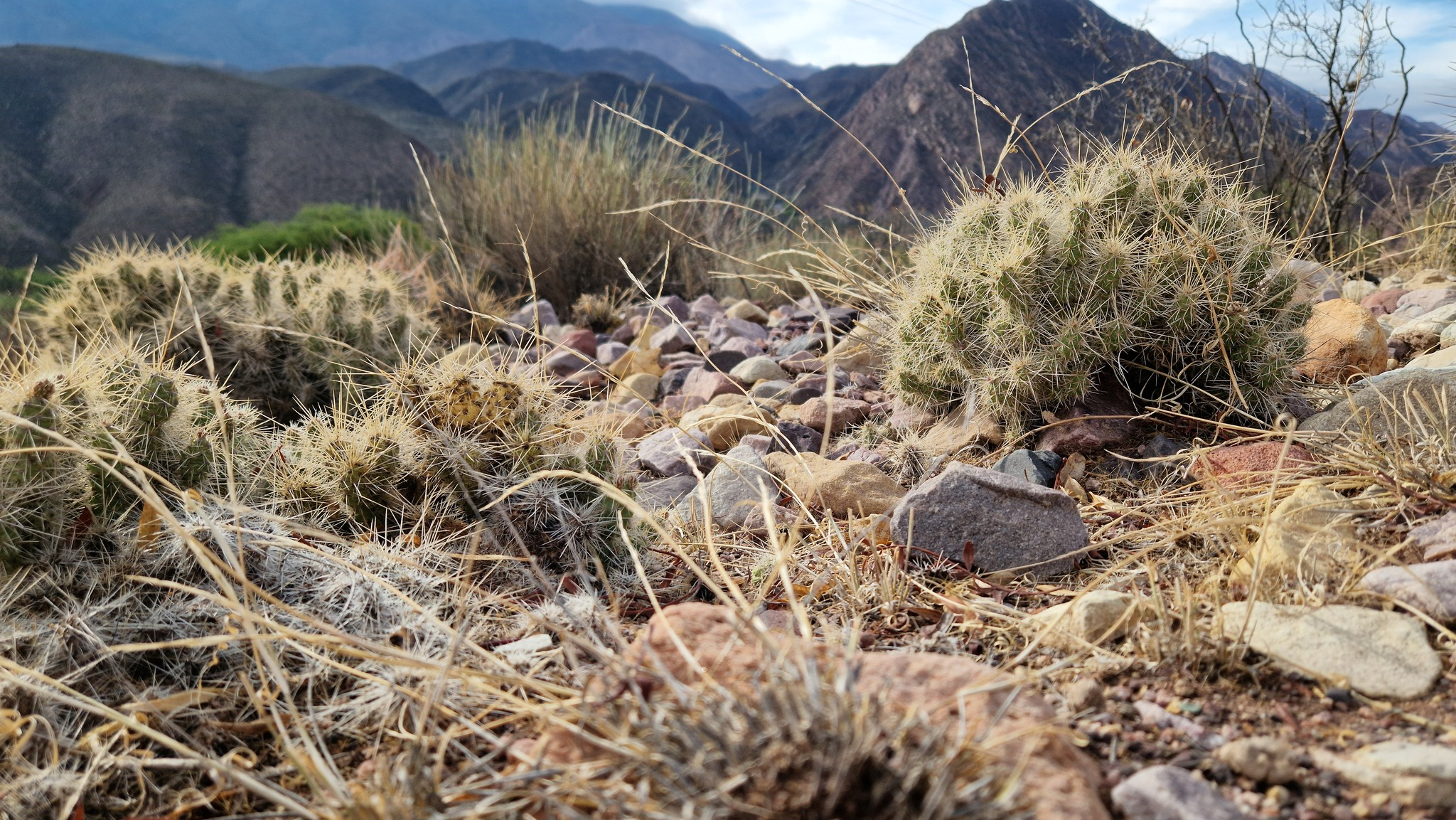
Planta en su hábitat
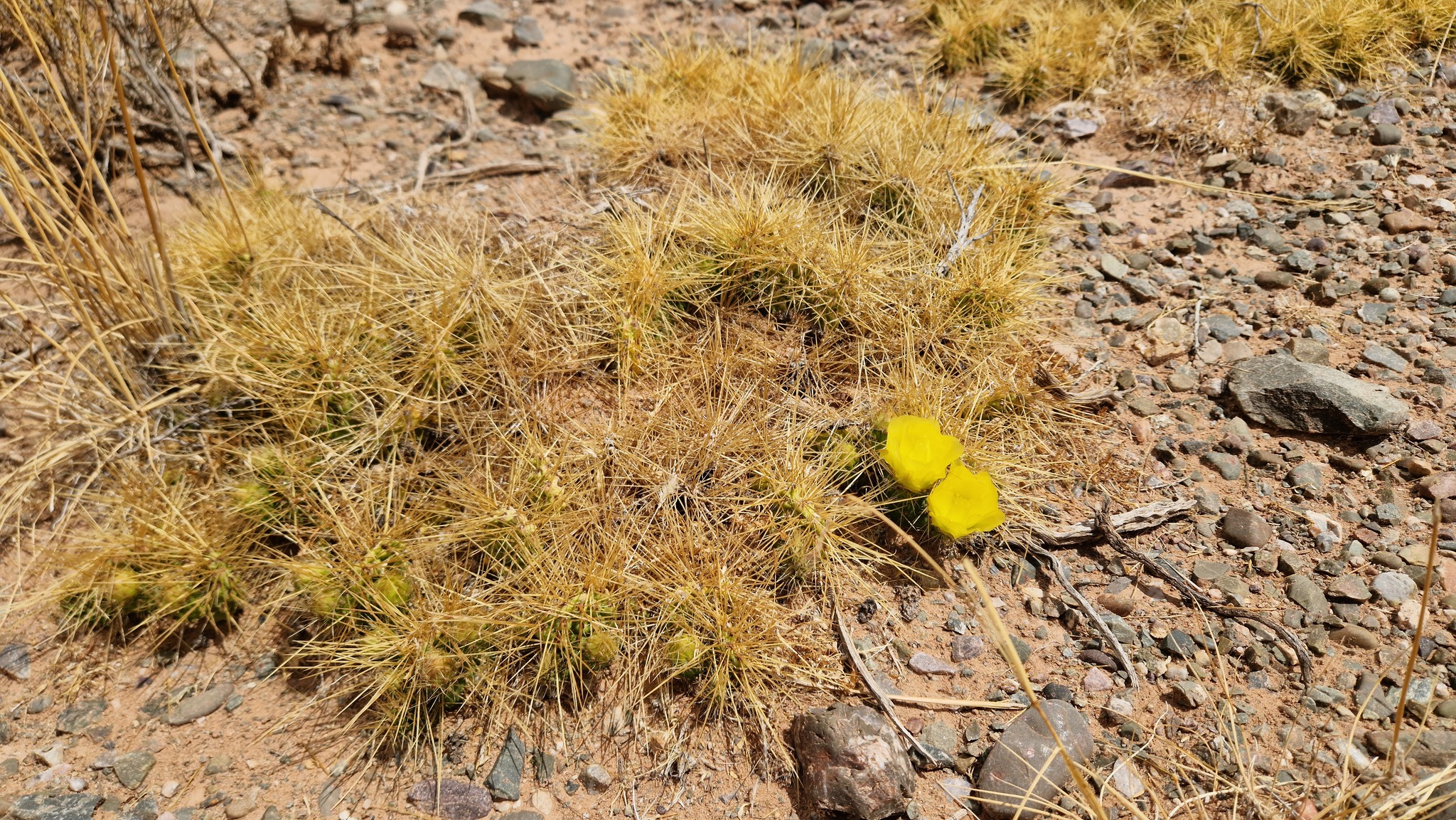
Planta en floración